# Athyroglossa dubia
Athyroglossa dubia är en tvåvingeart som först beskrevs av Samuel Wendell Williston  1896.  Athyroglossa dubia ingår i släktet Athyroglossa och familjen vattenflugor. Inga underarter finns listade i Catalogue of Life.